# Anthony Wong Chau-sang
Pour les articles homonymes, voir Anthony Wong (homonyme) et Wong.

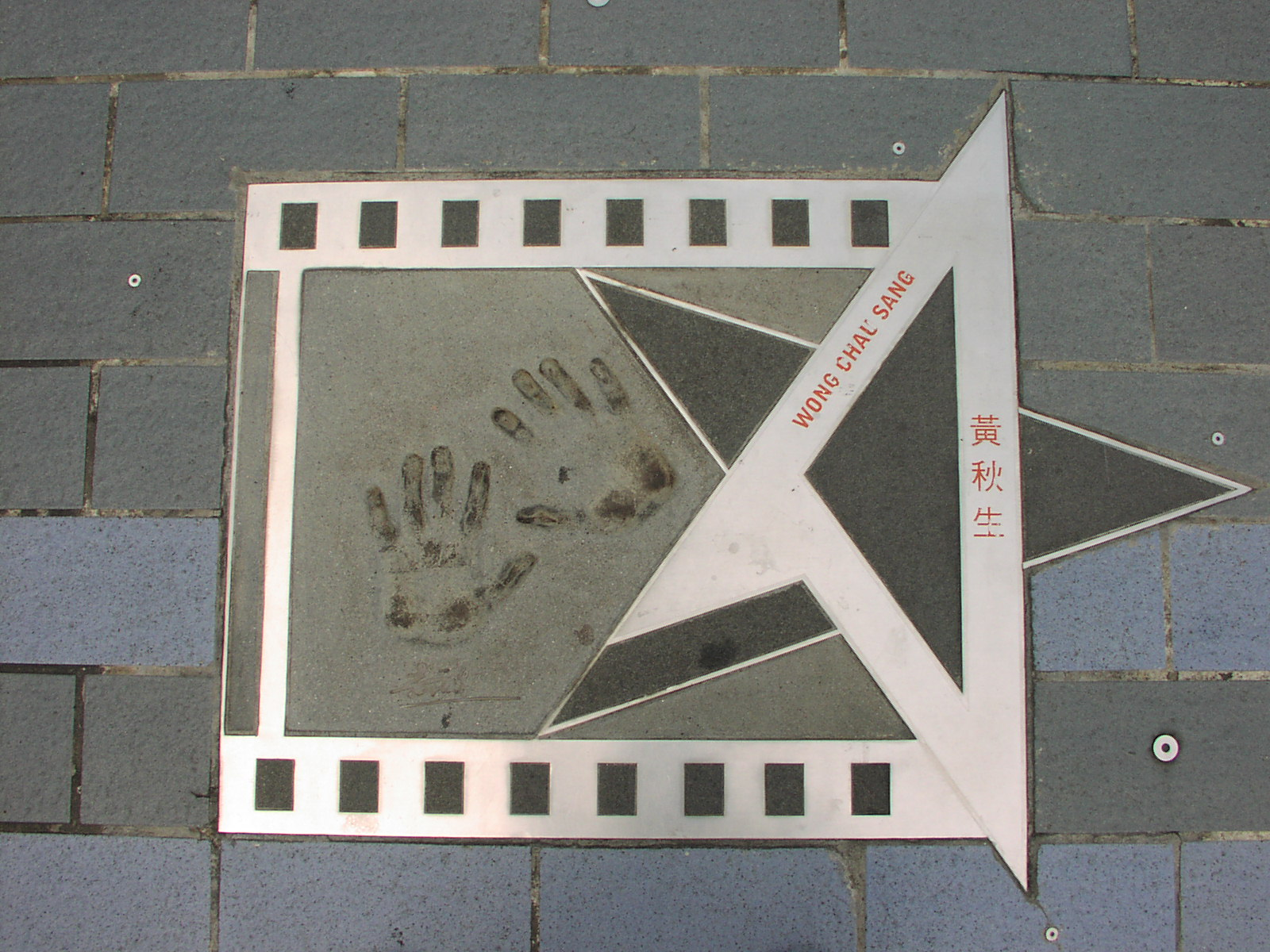
Empreintes de mains et autographe sur l'Avenue des stars de Hong Kong.

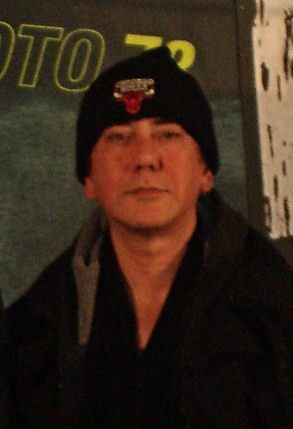
Anthony Wong en 2008.

Anthony Wong, de son vrai nom Wong Chau-sang (黃秋生) mais né sous le nom d'Anthony William Perry le 2 septembre 1961, est un acteur hongkongais,,,, surtout connu en Occident pour ses rôles dans À toute épreuve (1992), Infernal Affairs (2002) et La Momie : La Tombe de l'empereur Dragon (2008).
Né de père anglais et de mère chinoise, il est le premier acteur à remporter le Hong Kong Film Award du meilleur acteur dans un film de catégorie III (interdit aux moins de 18 ans), en l'occurrence pour The Untold Story (1993). Il remporte ce même prix une deuxième fois en 1999 pour Beast Cops. En 2017, il est membre du jury d'Agnieszka Holland au 41e Festival international du film de Hong Kong. En 2019, il remporte son troisième Hong Kong Film Award du meilleur acteur pour Still Human. Il a également remporté deux Hong Kong Film Awards du meilleur second rôle masculin pour Infernal Affairs (2002) et Initial D (2005).

## Biographie
Anthony Perry est né d'une mère chinoise originaire de Hong Kong, Wong Juen-yee, et d'un père anglais, Frederick William Perry (1914-1988), servant dans la Royal Air Force durant la Seconde Guerre mondiale et plus tard comme officier colonial, qui quitte sa femme et son fils quand Anthony a quatre ans. Ce dernier grandit donc avec sa mère « dans l'escalier d'un bâtiment d'avant-guerre de Wan Chai » jusqu'à ce qu'il soit envoyé vivre dans diverses familles d'accueil pendant deux ans tandis que sa mère « avait trois emplois ».
Durant sa carrière d'acteur, Wong s'est vu attribuer la réputation de critiquer ouvertement l'industrie cinématographique de Hong Kong et ses pratiques, ainsi que la prestation des acteurs et la culture pop dans des interviews et son blog personnel. Dans certaines de ces critiques, il révèle avoir connu des situations d'intimidation et de discrimination, notamment pour le fait d'être un « étranger de race mixte » et que « dans les années 1960, les personnes métisses sino-anglaises comme moi étaient considérées comme des bâtards »,.
Après le lycée, Anthony Wong part étudier en Grande-Bretagne puis revient à Hong Kong pour suivre une formation en coiffure, avant de finalement entrer dans le programme de formation de la chaîne ATV (en) à vingt-un ans.

## Carrière
Après avoir terminé sa formation à ATV, Anthony Wong poursuit ses études à la Hong Kong Academy for Performing Arts. Il déclare dans une interview que ses origines métisses l'ont initialement cantonné dans les rôles de méchants, en raison du racisme généralisé dans l'industrie cinématographique de Hong Kong à l'époque. Il finit cependant par remporter le Hong Kong Film Award du meilleur acteur pour son rôle d'un tueur en série qui fabrique des pains farcis avec la chair de ses victimes, dans The Untold Story en 1993.
Les années suivantes, Anthony Wong apparaît dans des films de genre très divers, comme À toute épreuve (1992), Rock N'Roll Cop (en) (1994), The Heroic Trio (1993), The Mission (1999), Infernal Affairs (2002) et Le Médaillon (2003). En 1995, il fait ses débuts de réalisateur avec New Tenant. Il fait également plusieurs apparitions dans la populaire série de films Young and Dangerous dans le rôle de Tai Fei, un membre des triades rival de Chan Ho-Nam, le personnage d'Ekin Cheng. Il joue également dans certaines productions internationales en anglais telles que Le Voile des illusions (2006) ou La Momie : La Tombe de l'empereur Dragon (2008).
En 2015, Anthony Wong devient le premier acteur hongkongais à remporter le prix du meilleur acteur dans un rôle principal à la télévision et au cinéma avec les TVB Anniversary Awards 2015 du meilleur acteur et du meilleur drama pour Lord of Shanghai (en), marquant un retour triomphal sur TVB. Il devient également le premier acteur hongkongais à remporter un prix du meilleur acteur pour ses rôles dans les films, au théâtre et à la télévision, et le premier à remporter le prix du meilleur acteur de TVB dès sa première nomination.

## Vie privée
Anthony Wong se marie avec Jane Ng Wai-zing en 1996 et a deux fils avec, Wong Yat-yat (né en 1996) et Ulysses Wong (né en 1998). Wong prend soin de sa mère qui souffre maintenant de démence, tandis que ses fils vivent à l'étranger. En juin 2018, il est révélé qu'il a un fils nommé William (né en 1998) avec une femme connue uniquement sous le nom de « Joyce » et qui est la nièce de l'acteur et producteur John Shum.
En mars 2018, Wong rencontre pour la première fois ses demi-frères anglais, les jumeaux John William et David Frederick Perry, dans une émission de la BBC,. Son père meurt en 1988 en Australie où il s'était installé après avoir quitté Hong Kong.
Dans une interview de 2005, Anthony Wong déclare que la plupart des films dans lesquels il est apparu dans les années 1980 et 1990 étaient surtout des films d'exploitation de faible qualité. Il n'a cependant aucun regret car il avait besoin d'argent pour subvenir aux besoins de sa femme, de ses fils et de sa mère.
Wong est un partisan des manifestations pro-démocrates de 2014 à Hong Kong. Ce soutien aurait conduit à des évictions de projets en Chine continentale,. Il a également exprimé son soutien aux manifestations de 2019-2020 à Hong Kong,.

## Filmographie
- 1985 : My Name Ain't Suzie
- 1989 : News Attack
- 1989 : The Final Judgement
- 1990 : No Risk, No Gain
- 1990 : Dancing Bull
- 1990 : When Fortune Smiles
- 1990 : The Big Score
- 1991 : Don't Fool Me
- 1991 : Angel Hunter
- 1991 : Erotic Ghost Story 2
- 1991 : Her Fatal Ways
- 1992 : Lucky Encounter
- 1992 : Three Days of a Blind Girl (en)
- 1992 : What a Hero!
- 1992 : Madam City Hunter
- 1992 : The Untold Story
- 1992 : Now You See Love, Now You Don't (en)
- 1992 : À toute épreuve (Hard Boiled)
- 1993 : Casino Raiders 2
- 1993 : Executioners
- 1993 : Fight Back to School 3
- 1993 : A Moment of Romance 2
- 1993 : Legal Innocence
- 1993 : Daughter of Darkness
- 1993 : Master Wong Vs. Master Wong
- 1993 : The Tigers: The Legend of Canton
- 1993 : Taxi Hunter
- 1993 : Le Moine fou (The Mad Monk)
- 1993 : Her Fatal Ways 3
- 1993 : Love to Kill
- 1993 : The Heroic Trio
- 1993 : Full Contact
- 1994 : A Gleam of Hope
- 1994 : The Underground Banker
- 1994 : Brother of Darkness
- 1994 : Oh! My Three Guys (en)
- 1994 : Cop Image
- 1994 : Awakening
- 1994 : Traque sur la ville
- 1994 : Bomb Disposal Officer: Baby Bomb
- 1994 : Rock n' Roll Cop
- 1994 : Now You See Me, Now You Don't
- 1995 : New Tenant
- 1995 : Highway Man
- 1995 : Our Neighbor Detective
- 1995 : Husbands & Wives
- 1995 : Wealthy Human Realm
- 1995 : The Day That Doesn't Exist
- 1996 : Another Chinese Cop
- 1996 : Ebola Syndrome
- 1996 : Mongkok Story
- 1996 : Blind Romance
- 1996 : Viva Erotica
- 1996 : Top Banana Club
- 1996 : Beyond the Cop Line
- 1996 : Young and Dangerous
- 1996 : Young and Dangerous 2
- 1996 : Young and Dangerous 3
- 1996 : Big Bullet
- 1996 : Black Mask
- 1997 : Armageddon
- 1997 : Teaching Sucks
- 1997 : Midnight Zone
- 1997 : Option Zero
- 1997 : Young and Dangerous 4
- 1998 : Beast Cops
- 1998 : The Untold Story 2
- 1998 : Ordinary Heroes
- 1998 : The Demon's Baby
- 1998 : Rape Trap
- 1998 : Haunted Mansion (en)
- 1998 : The Group
- 1998 : Young and Dangerous 5
- 1998 : The Storm Riders
- 1999 : Mr. Wai-Go
- 1999 : The Deadly Camp
- 1999 : A Lamb in Despair
- 1999 : Raped by an Angel 4: The Raper's Union
- 1999 : The King of Debt Collecting Agent
- 1999 : Metade Fumaca
- 1999 : Erotic Nightmare
- 1999 : Fascination Amour
- 1999 : A Man Called Hero
- 1999 : Century of the Dragon
- 1999 : The Mission
- 1999 : The Legendary Tai Fei
- 2000 : Fist Power
- 2000 : When a Man Loves a Woman
- 2000 : Violent Cop
- 2000 : Those Were the Days...
- 2000 : Queenie & King, the Lovers
- 2000 : Hong Kong History X
- 2000 : What Is a Good Teacher
- 2000 : Time and Tide
- 2000 : The Triad Zone
- 2000 : Ransom Express
- 2000 : Gen-Y Cops
- 2001 : United We Stand and Swim
- 2001 : City of Desire
- 2001 : Runaway
- 2001 : Visible Secret
- 2001 : McDull dans les nuages
- 2002 : Give Them a Chance
- 2002 : U-Man
- 2002 : Fighting to Survive
- 2002 : Princess D
- 2002 : Just One Look
- 2002 : Demi-Haunted
- 2002 : Infernal Affairs
- 2003 : Infernal Affairs 2
- 2003 : Infernal Affairs 3
- 2003 : Cat and Mouse
- 2003 : Love Under the Sun
- 2003 : The Twins Effect
- 2003 : Colour of the Truth
- 2003 : Le Médaillon
- 2003 : Fu bo
- 2003 : Golden Chicken 2
- 2004 : Magic Kitchen
- 2004 : 20 30 40
- 2004 : McDull, Prince de la Bun
- 2004 : A-1 Headline
- 2004 : Demoniac Flash
- 2005 : Slim till Dead
- 2005 : House of Fury
- 2005 : 2 Young
- 2005 : Initial D
- 2005 : Mob Sister
- 2005 : All About Love
- 2006 : Exilé
- 2006 : Le Voile des illusions
- 2007 : Secret
- 2007 : Le soleil se lève aussi
- 2008 : The Underdog Knight
- 2009 : Vengeance
- 2009 : Laughing Gor-Turning Point
- 2009 : I Corrupt All Cops
- 2009 : McDull, Kung Fu Kindergarten
- 2009 : The Secret History of Concubine Yang
- 2010 : Legend of the Fist: The Return of Chen Zhen
- 2011 : Punished
- 2011 : A Beautiful Life
- 2011 : Une vie simple
- 2011 : The Woman Knight of Mirror Lake
- 2011 : White Vengeance
- 2012 : Motorway
- 2012 : The Four
- 2012 : McDull - Pork of Music
- 2012 : The Guillotines
- 2012 : Westgate Tango
- 2012 : Ip Man : The Final Fight
- 2013 : The Four II
- 2014 : The Four III
- 2014 : Golden Chicken 3
- 2014 : Gangster Payday (en)
- 2015 : Hot Blood Band (en)
- 2015 : 12 Golden Ducks
- 2016 : The Mobfathers (en)
- 2017 : Cook Up A Storm
- 2017 : The Sleep Curse (en)
- 2017 : 77 Heartbreaks
- 2018 : Still Human
- 2019 : A Home with a View
- 2019 : Declared Legally Dead
- 2019 : Initial D 2

## Récompenses
- Hong Kong Film Awards 1994 : Hong Kong Film Award du meilleur acteur pour The Untold Story
- Hong Kong Film Awards 1999 : Hong Kong Film Award du meilleur acteur pour Beast Cops
- Hong Kong Film Awards 2003 : Hong Kong Film Award du meilleur second rôle masculin pour Infernal Affairs
- Hong Kong Film Awards 2006 : Hong Kong Film Award du meilleur second rôle masculin pour Initial D
- Hong Kong Film Awards 2019 : Hong Kong Film Award du meilleur acteur pour Still Human